# Bruckried

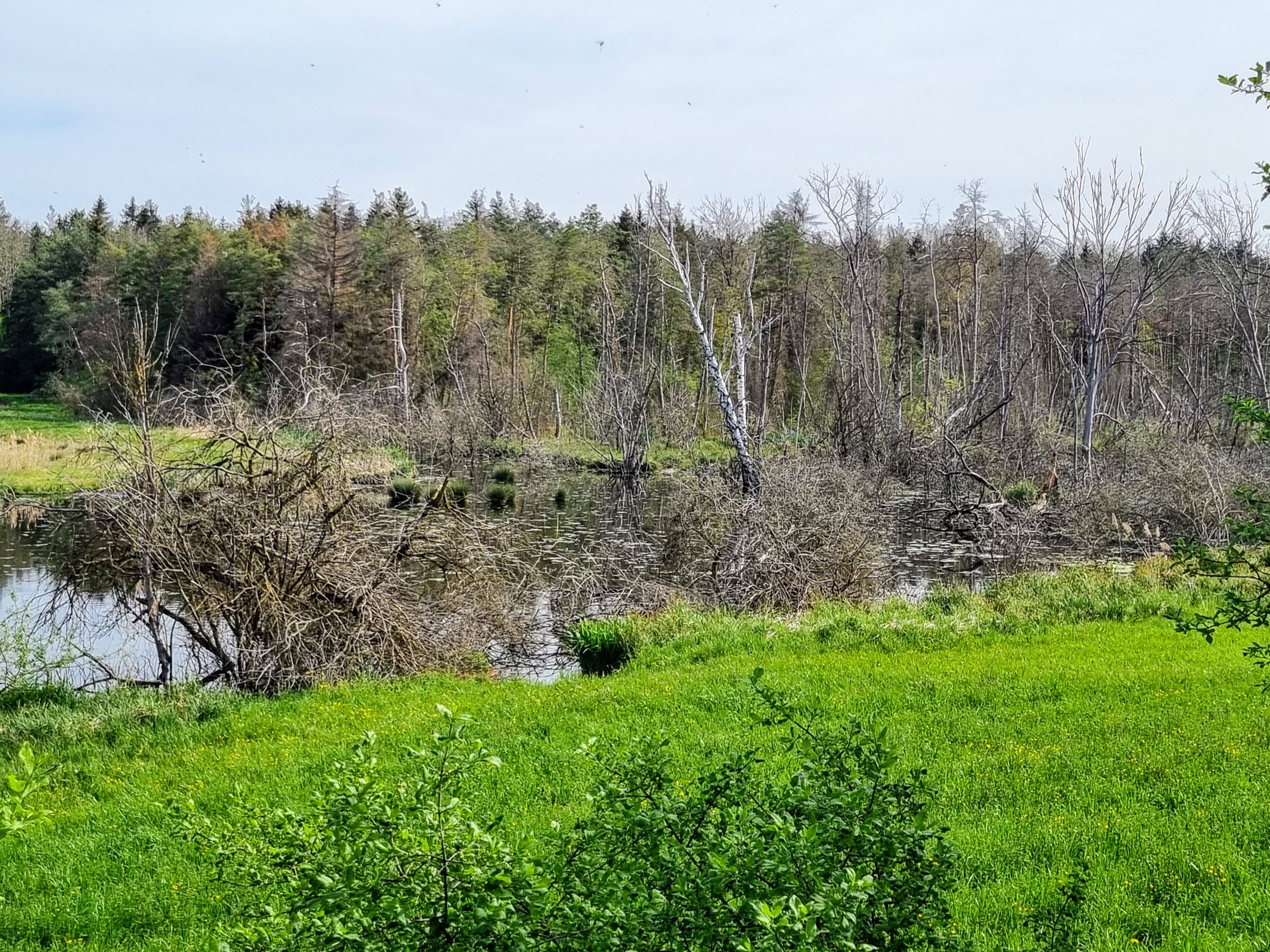
Abgestorbene Bäume im NSG Bruckried

Das Bruckried ist ein seit dem 3. Januar 1978 ausgewiesenes Naturschutzgebiet auf dem Gebiet der Gemeinde Mühlhausen-Ehingen im baden-württembergischen Landkreis Konstanz in Deutschland.

## Geographische Lage
Das rund 18,7 Hektar große Schutzgebiet gehört naturräumlich zum Hegau. Es liegt westlich der Bundesautobahn 81, südöstlich der Ehinger und nordöstlich der Mühlhauser Ortsmitte auf einer Höhe von etwa 470 m ü. NHN.
Das Bruckried ist seit dem 1. Januar 2005 ein Teilgebiet des nach der Richtlinie 92/43/EWG (Fauna-Flora-Habitat-Richtlinie) ausgewiesenen Schutzgebiets Westlicher Hegau (Schutzgebietkennung 8218341).

## Bedeutung
Es handelt sich um ein durch Torfabbau zerstörtes Moorgebiet, welches durch Regeneration derzeit ein sehr differenziertes Vegetationsmosaik mit einer Vielzahl von Kalkflachmoor-Gesellschaften aufweist und als Feuchtgebiet auch von ornithologischer Bedeutung ist.

### Wesentlicher Schutzzweck
Wesentlicher Schutzzweck ist die Erhaltung des Bruckrieds als Lebensraum artenreicher Gesellschaften seltener, zum Teil vom Aussterben bedrohter Pflanzen- und Tierarten.

## Biotoptypen
Folgende Biotoptypen sind im Bruckried bezeichnet:
- 33.10 – Pfeifengras-Streuwiese
- 33.21 – Nasswiese basenreicher Standorte der Tieflagen
- 33.61 – Intensivwiese als Dauergrünland
- 34.52 – Land-Schilfröhricht
- 35.41 – Hochstaudenflur
- 36.50 – Magerrasen basenreicher Standorte
- 37.10 – Acker
- 41.10 – Feldgehölz
- 42.31 – Grauweiden- und Ohrweiden-Feuchtgebüsch
- 43.12 – Himbeer-Gestrüpp
- 59.42 – Waldkiefern-Bestand

## Fauna und Flora
Im Schutzgebiet Bruckried sind folgende Tier- und Pflanzenarten (Auswahl) nachgewiesen:

### Flora
- Doldenblütler: Kümmelblättrige Silge (Selinum carvifolia)

- Dreizackgewächse: Sumpf-Dreizack (Triglochin palustris)

- Hahnenfußgewächse: Sommer-Adonisröschen (Adonis aestivalis)

- Korbblütler: Färber-Scharte (Serratula tinctoria)

- Lippenblütler: Sand-Thymian (Thymus serpyllum)

- Nelkengewächse: Kartäusernelke (Dianthus carthusianorum) und Prachtnelke (Dianthus superbus)

- Orchideen: Breitblättriges Knabenkraut (Dactylorhiza majalis), Fleischfarbenes Knabenkraut (Dactylorhiza incarnata), Großes Zweiblatt (Listera ovata), Mücken-Händelwurz (Gymnadenia conopsea), Sumpf-Glanzkraut (Liparis loeselii), Sumpf-Stendelwurz (Epipactis palustris), Wohlriechende Händelwurz (Gymnadenia odoratissima) und Zweiblättrige Waldhyazinthe (Platanthera bifolia)

- Raublattgewächse: Echter Steinsame (Lithospermum officinale)

- Seidelbastgewächse: Echter Seidelbast (Daphne mezereum)

### Fauna
- Froschlurche: Europäischer Laubfrosch (Hyla arborea), Kleiner Wasserfrosch (Pelophylax lessonae) und Teichfrosch (Pelophylax kl. esculentus)

- Heuschrecken: Gemeine Sichelschrecke (Phaneroptera falcata), Gemeiner Grashüpfer (Chorthippus parallelus), Große Goldschrecke (Chrysochraon dispar), Große Goldschrecke (Chrysochraon dispar), Grünes Heupferd (Tettigonia viridissima), Langflüglige Schwertschrecke (Conocephalus fuscus), Roesels Beißschrecke (Metrioptera roeselii), Rote Keulenschrecke (Gomphocerippus rufus) und Sumpfgrashüpfer (Chorthippus montanus)

- Libellen: Blauflügel-Prachtlibelle (Calopteryx virgo), Frühe Adonislibelle (Pyrrhosoma nymphula), Große Pechlibelle (Ischnura elegans), Helm-Azurjungfer (Coenagrion mercuriale), Hufeisen-Azurjungfer (Coenagrion puella) und Kleiner Blaupfeil (Orthetrum coerulescens)

- Schmetterlinge: Baldrian-Scheckenfalter (Melitaea diamina), Braunfleckiger Perlmuttfalter (Boloria selene), Mädesüß-Perlmuttfalter (Brenthis ino) und Weißbindiges Wiesenvögelchen (Coenonympha arcania)

- Vögel: Baumpieper (Anthus trivialis), Dorngrasmücke (Sylvia communis), Feldschwirl (Locustella naevia), Fitis (Phylloscopus trochilus), Gelbspötter (Hippolais icterina), Klappergrasmücke (Sylvia curruca), Kuckuck (Cuculus canorus), Neuntöter (Lanius collurio), Rohrammer (Emberiza schoeniclus), Teichrohrsänger (Acrocephalus scirpaceus) und Weißstorch (Ciconia ciconia)

## Trivia

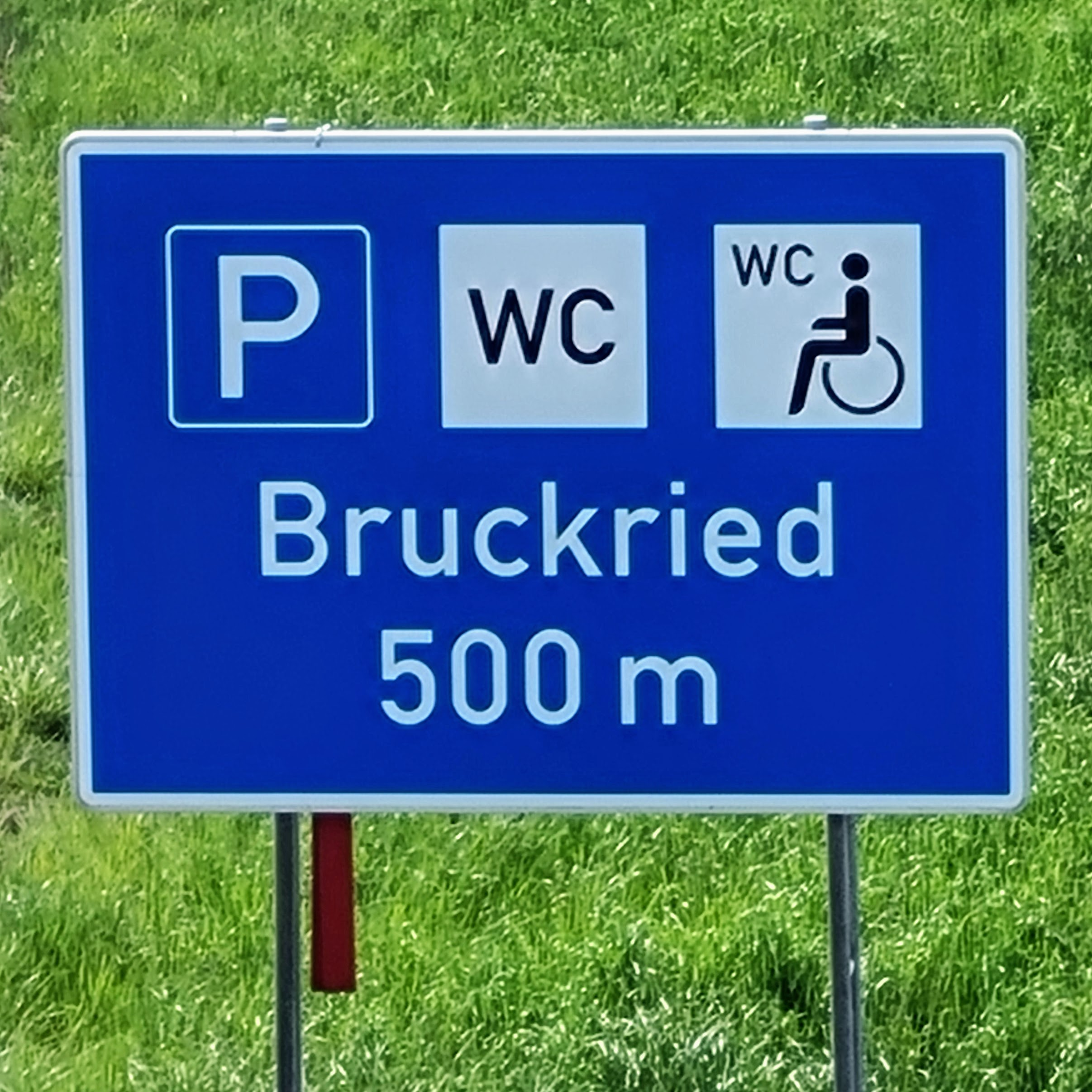
Hinweisschild an der A 81

An der Bundesautobahn 81 ist zwischen der Anschlussstelle Engen und dem Autobahnkreuz Hegau der „Rastplatz Bruckried“ ausgewiesen.